# Begonia hemsleyana
Espèce
Synonymes
- Begonia hemsleyana var. hemsleyana[1]

Statut de conservation UICN

 VU A2c : Vulnérable
Begonia hemsleyana est une espèce de plantes de la famille des Begoniaceae. Ce bégonia est originaire de Chine. L'espèce fait partie de la section Platycentrum. Elle a été décrite en 1899 par Joseph Dalton Hooker (1817-1911). L'épithète spécifique hemsleyana est un hommage au botaniste britannique William Botting Hemsley (1843-1924).

## Répartition géographique
Cette espèce est originaire du pays suivant : Chine.

## Liste des variétés
Selon Tropicos (6 février 2017) (Attention liste brute contenant possiblement des synonymes) :
- variété Begonia hemsleyana var. hemsleyana
- variété Begonia hemsleyana var. kwangsiensis Irmsch.